# Canyon

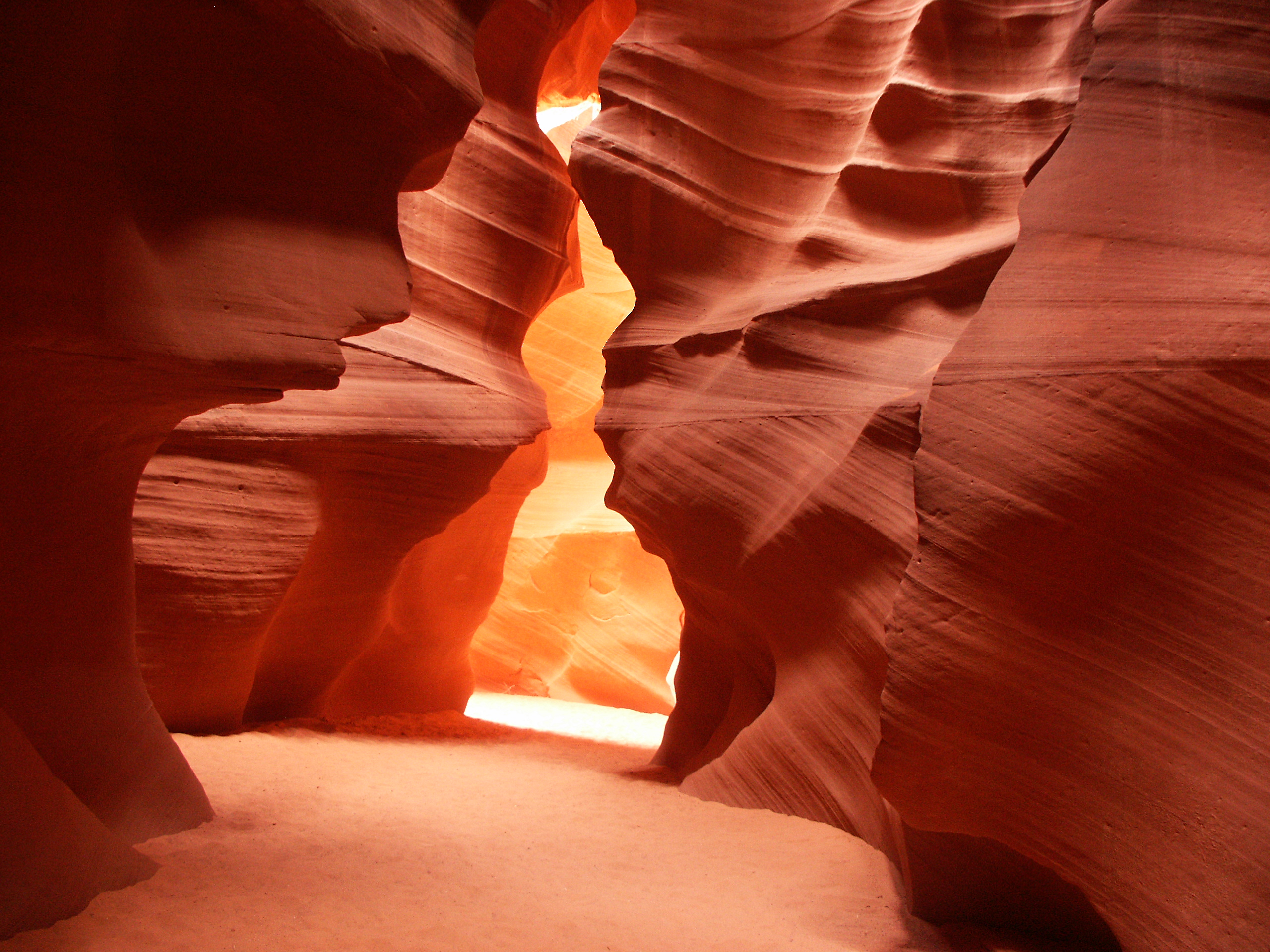
Der Antelope Canyon in Arizona

Ein Canyon (aus englisch canyon [ˈkænjən], deutsch ‚[die] Schlucht, [der] Graben‘) oder Cañon (aus spanisch caño ‚[die] Röhre‘; deutsche Aussprache /ˈkanjɔn/ oder /kanˈjoːn/) ist eine bestimmte Art von Schlucht. Als Fachbegriff wird er von deutschsprachigen Geologen für ein stark eingeschnittenes Tal mit getreppten Hängen in Gebieten mit horizontal lagernden Gesteinsschichten verwendet.

## Entstehung
Canyons entstehen durch Einschneiden eines Flusses in einer Ebene, der sich in einem langen Erosionsprozess in das Plateau hineingräbt. Es entstehen dabei herausragende Klippen, weil Schichten härteren Gesteins gegenüber der Hangerosion (Denudation) resistenter sind und diese freigelegt werden, wohingegen darunterliegende morphologisch weichere Schichten stärker ausgeräumt werden. Durch die unterschiedliche Härte entstehen letztlich getreppte Hänge. Canyons kommen in trockenen Gegenden häufiger vor, da die Verwitterung dort einen geringeren Effekt als in feuchteren Gebieten hat, sodass die umliegenden Hochflächen erhalten bleiben und die Wände des Canyons nicht abgeflacht werden. Canyons formen sich häufig aus widerstandsfähigem Sandstein, Kalk oder Granit. Besonders enge Canyons werden als Slot Canyon bezeichnet, was etwa dem deutschen Begriff Klamm entspricht, ein Beispiel ist der Antelope Canyon im Norden Arizonas.
Es gibt auch unterseeische Canyons, typischerweise bei Flussmündungen als unterseeische Verlängerung des Flusslaufs.

## Bezeichnungen
Einige in der jeweiligen Landessprache als Canyon oder Cañon bezeichnete Täler entsprechen dieser geologischen Definition nicht, beispielsweise der Bryce-Canyon.
Umgekehrt tragen viele geologische Cañons nicht Canyon oder Cañón im Namen, sondern verschiedene Wörter für Schlucht in den verschiedenen Landessprachen. Selbst in den USA werden viele als „gorges“ oder „ravines“ bezeichnet.

## Beispiele

### Amerika
- Grand Canyon des Colorado River in Arizona (USA), größter Canyon Amerikas
- Antelope Canyon (s. o.)
- Canyonsystem des Barranca del Cobre im mexikanischen Bundesstaat Chihuahua, zahlreiche Canyons mit zusammen sehr großer Fläche
- Colca Cañon in Arequipa (Peru), besonders tief
- Cañón de Somoto in Nicaragua, erst 2004 entdeckt
- Guartelá-Canyon in Brasilien, 30 Kilometer lang

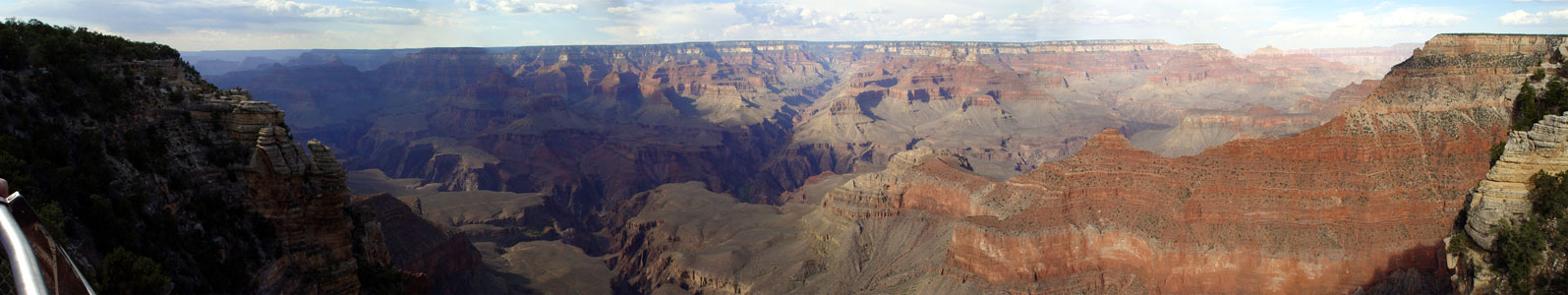
Grand Canyon: Panorama

### Asien
Mehrere, bislang wenig bekannte Canyonsysteme befinden sich im Himalaya:
- Yarlung Zangbo Canyon des Brahmaputra-Flusses in Tibet (VR China), tiefster Canyon der Welt und etwas länger als der Colorado
- Kali Gandaki Canyon in Nepal, zweittiefster Canyon der Welt
- Polung Zangbo Canyon in Tibet, sehr unzugänglich

außerhalb des Himalaya:
- Scharyn-Nationalpark in (Kasachstan)
- Köprülü-Kanyon-Nationalpark in der Türkei
- Ihlara-Tal in Provinz Aksaray, Türkei

### Afrika

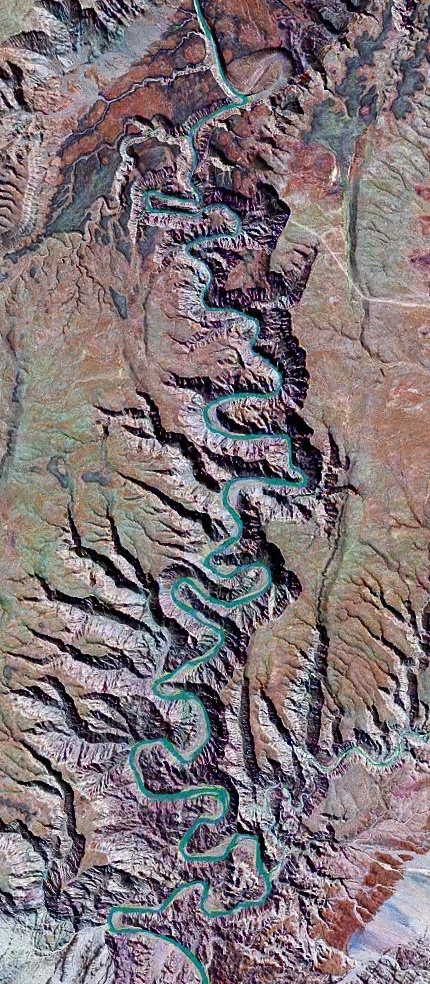
Fischfluss-Canyon in Namibia

- Fischfluss-Canyon in Namibia
- Blyde River Canyon in Südafrika
- viele der Wadis der Sahara

### Europa
- Verdonschlucht in Frankreich
- Schlucht der Tara in Montenegro, mit bis zu 1300 m tiefster Canyon Europas
- Schluchten im Nationalpark Paklenica in Kroatien
- Canyon Sautso der Altaelva in Norwegen
- Rokliny (singular roklina) im Slovenský raj, Slowakei
- Dunajec-Durchbruch in den Pieninen, Polen und Slowakei
- Schluchten (singular rokle) im Mährischen Karst
- Schlucht des Torrent de Pareis auf Mallorca
- Cañón de Añisclo im Nationalpark Ordesa y Monte Perdido in Spanien
- Samaria-Schlucht in Kreta
- Barrancos der Kanarischen Inseln, führen wie die Wadis Nordafrikas nur nach Regenfällen Wasser
- Gola Gorropu auf Sardinien
- Nazaré Canyon, ein Tiefseegraben vor der Westküste Portugals

## Tourismus
Canyons und andere Schluchten sind attraktive Touristenziele. Gerade Schluchten in Trockengebieten, die normalerweise wenig oder kein Wasser führen, werden gefährlich, wenn nach Regenfällen der Talgrund plötzlich von Wassermassen überflutet wird und die steilen Talflanken kaum Fluchtmöglichkeiten bieten. So ertrinken dort immer wieder Menschen.
Als Erlebnissportart etablierte sich in den 1990er Jahren das Canyoning, bei dem eine Schlucht mit Ausrüstung abwärts durchklettert wird. Schwierige Passagen müssen dabei durch Abseilen, Durchschwimmen oder Tauchen passiert werden.